# Stańczyki
Stańczyki (deutsch Staatshausen) ist ein Dorf in der Woiwodschaft Ermland-Masuren im Nordosten Polens und gehört zur Landgemeinde Dubeninki (Dubeningken) im Powiat Gołdapski (Goldap).

## Geografie
Das Dorf liegt im historischen Ostpreußen, 23 Kilometer östlich von der Kreisstadt Gołdap am südlichen Rande der Rominter Heide (polnisch: Puszcza Romincka). Auf einer Fläche von ca. 40.000 m² befinden sich 14 Gebäude und das Hotel Stanczyki. Aus südöstlicher Richtung kommend mündet das Flüsschen Błędzianka (Blinde) in den Blind-See und fließt dann unter einem Viadukt weiter in Richtung Norden. 500 m in nordwestlicher Richtung liegen zwei Seen, der Dobellus Duży (Großer Dobellus) und der kleine Dobellus Mały. Letzterer „verschwand“ 1926 nach einer Sumpfgasexplosion für einige Monate.
Stańczyki ist zu erreichen über die Woiwodschaftsstraße 651 im Abzweig Błąkały (Blindgallen, 1938–1945 Schneegrund). Eine Bahnanbindung besteht seit 1944 nicht mehr.

## Geschichte

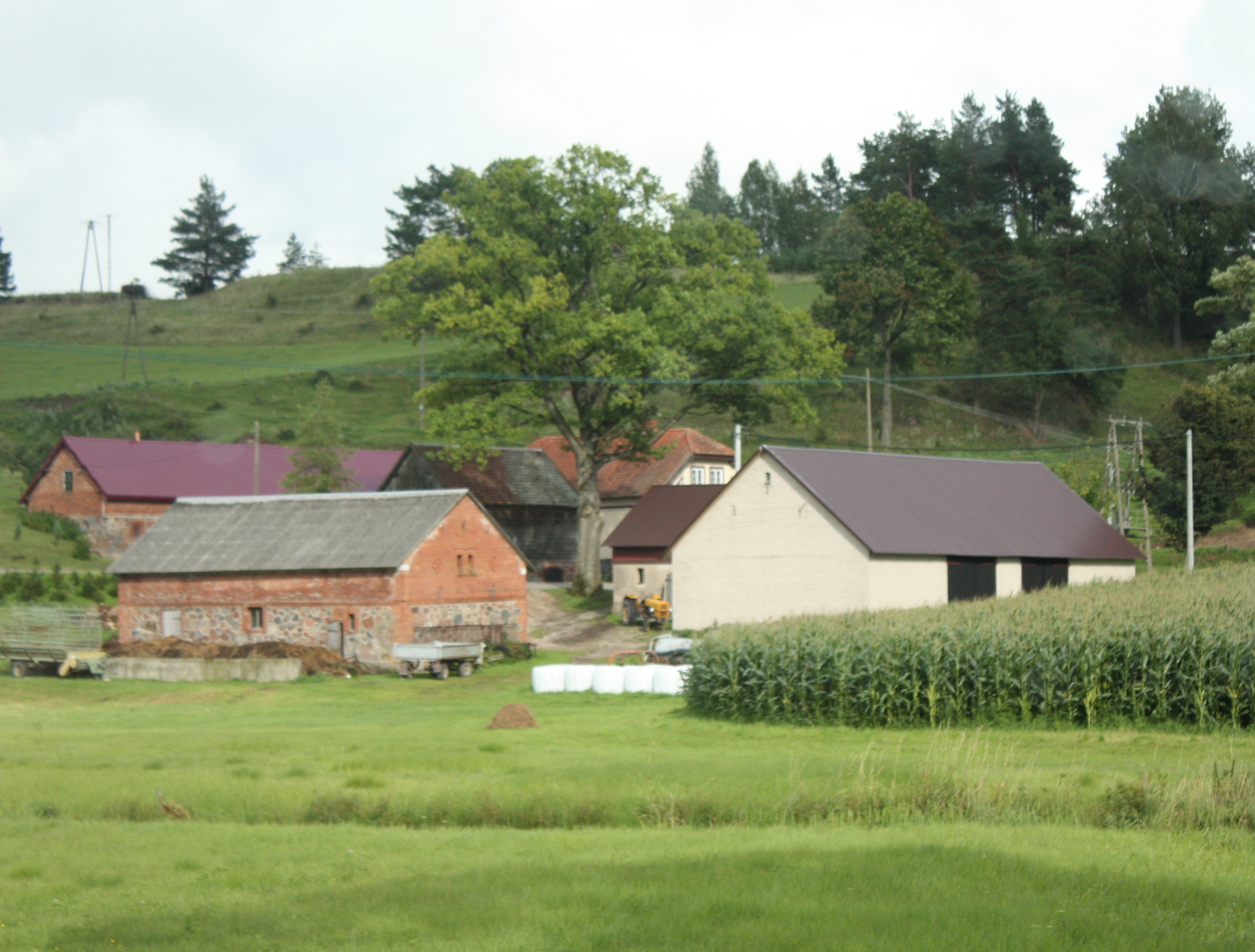
Blick auf Stańczyki im Jahre 2012

Das kleine Dorf im äußersten Nordosten der Woiwodschaft Ermland-Masuren lag vor 1945 nur 500 Metern nördlich der Grenze des Deutschen Reichs und Polen entfernt. Seine Gründung erfolgte bereits vor 1597, damals noch Stadt Sautzsche genannt, auch Stantzzausen (nach 1592), Stadtschausen (nach 1736), Stadtshausen (nach 1818) und dann bis 1945 Staatshausen. Im Jahre 1874 wurde das Dorf mit seinen damals weit verstreut liegenden kleinen Gehöften in das neu errichtete Amt Loyen (1938–1945 Loien, heute polnisch: Łoje) eingegliedert. Es gehörte bis 1945 zum Kreis Goldap im Regierungsbezirk Gumbinnen der preußischen Provinz Ostpreußen.
Im Jahre 1910 waren in Staatshausen 225 Einwohner registriert. Ihre Zahl verringerte sich bis 1933 auf 183 und betrug 1939 noch 174.
In Folge des Zweiten Weltkrieges kam Staatshausen 1945 mit dem südlichen Ostpreußen zu Polen und erhielt die polnische Bezeichnung „Stańczyki“. Heute ist der Ort ein Schulzenamt (polnisch: sołectwo) innerhalb der Gmina Dubeninki (Dubeningken) im Powiat Gołdapski in der Woiwodschaft Ermland-Masuren. Hier leben 35 Einwohner.

## Kirche

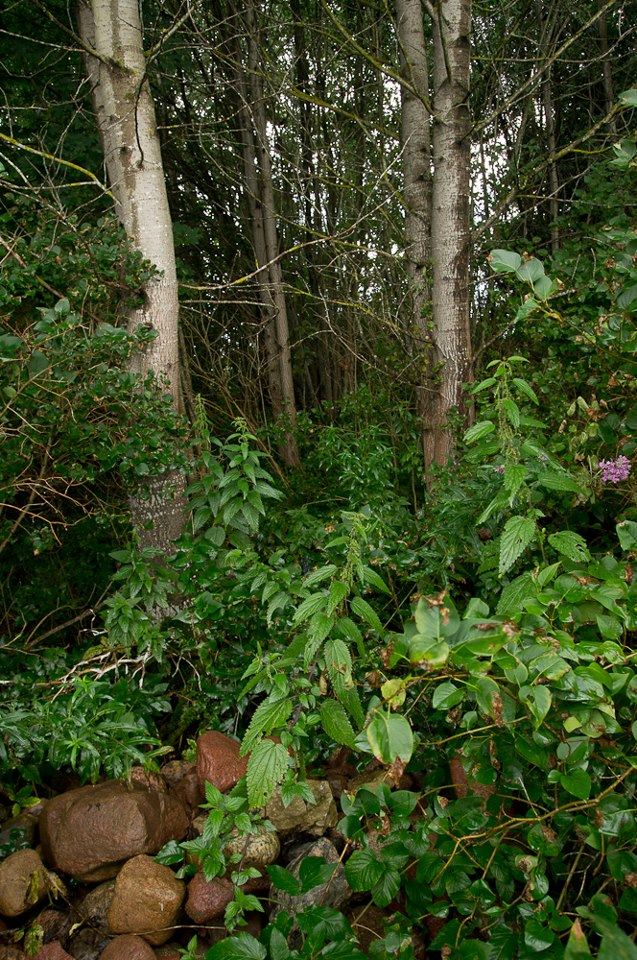
Blick auf den alten evangelischen Friedhof in Stańczyki im Jahre 2013

### Evangelisch
Bis 1945 lebte in Staatshausen eine überwiegend evangelische Bevölkerung. Das Dorf war in das Kirchspiel der Pfarrei Dubeningken eingegliedert, die zum Kirchenkreis Goldap in der Kirchenprovinz Ostpreußen der Kirche der Altpreußischen Union gehörte. Heute liegt Stańczyki im Einzugsbereich der Kirchengemeinde in Gołdap, einer Filialgemeinde der Kirche in Suwałki (Suwalken) in der Diözese Masuren der Evangelisch-Augsburgischen Kirche in Polen.

### Katholisch
Während vor 1945 die wenigen römisch-katholischen Einwohner der Pfarrgemeinde in Goldap zugehörig waren, ist die nun mehrheitlich katholische Bevölkerung von Stańczyki in die Gemeinde in Dubeninki eingegliedert. Sie gehört zum Dekanat Filipów im Bistum Ełk der Katholischen Kirche in Polen.

## Eisenbahn-Viadukt

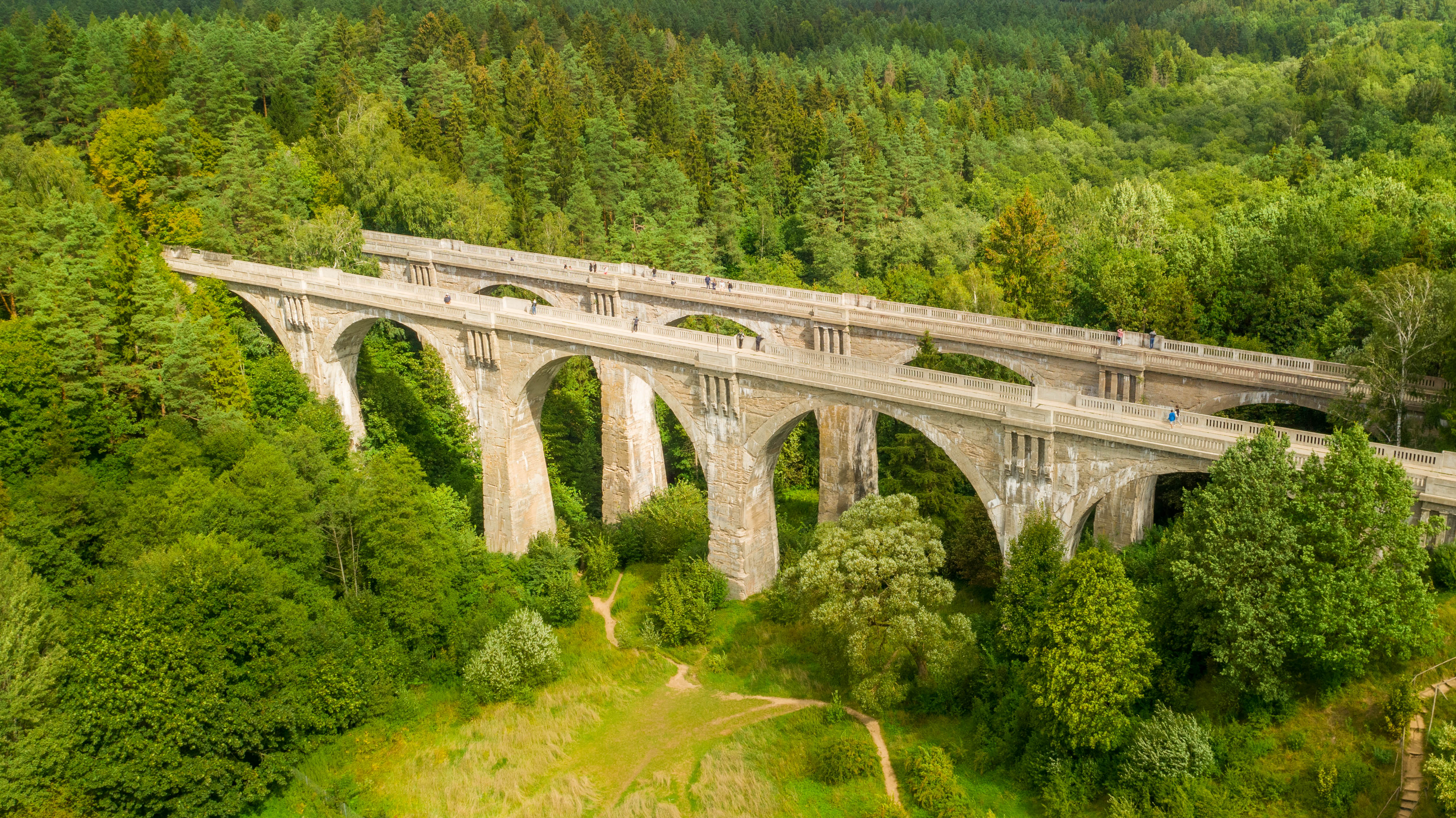
Viadukt bei Stańczyki

1927 wurde im nördlichen Bereich des Dorfes im Verlauf der Eisenbahnstrecke von Goldap über Szittkehmen (polnisch: Żytkiejmy) und Tollmingkehmen (heute russisch: Tschistyje Prudy) nach Gumbinnen (Gussew) der Stańczyki-Viadukt (polnisch: Mosty w Stańczykach) über die Błędzianka (Blinde) in Betrieb genommen. Heute existieren noch stattliche Überreste dieser eindrucksvollen Hochbrücke mit einer Länge von 180 Metern und einer Höhe von 36,5 Metern über dem Fluss. Die Bahnstrecke wurde nach 1945 demontiert.